# 琴海りお
琴海 りお（ことみ りお、1996年8月6日 - ）は、日本の女性アイドル、女優。女性アイドルグループ・re:miaw のメンバー。Origamillio(n)の元プロデューサー兼メンバー、レッツポコポコの元メンバーである。YOU'LL RECORDS（アソブロック）所属を経て現在はフリー。

## 略歴
2016年8月、レッツポコポコの新メンバーとして加入後、2018年1月に解散するまでグループで活動（詳しくは「レッツポコポコ」を参照）。
2018年11月4日、「琴海りお緊急トークイベント」にて、自身がプロデューサー兼メンバーとなる新グループを結成することを発表。
2018年11月17日、ミスiD2019小林司賞を受賞。
2019年7月21日、新宿club SCIENCEのライブで新グループOrigamillio(n)の活動を開始。
新型コロナウイルス感染症の影響により2020年3月28日に予定していたOrigamillio(n)解散ライブを延期。しかし5月14日に解散ライブを行わないまま活動終了する事が発表された。
YOU'LL RECORDS（アソブロック）を退社し、2020年7月6日よりフリーとなる。
2021年6月、桐生ちあり（元Summer Rocket、D'yerMak'er?）、しののめしなの（元Summer Rocket）、ねねひるね（元SAKA-SAMA、avandoned）で結成した re:miaw に加入。7月4日に一夜限りのライブを行う予定だったが、ライブに参加できなくなったことから、8月15日にLOFT HEAVENでリベンジライブを開催することになり、「一夜限り」ではなくなった。その際ピンチヒッターとして参加した椋本真叶（元tipToe.）が正式に加入、5人組として活動している。

## 人物
- 元陸上自衛官。
- 特技は、麻雀[1]、モールス信号（和文）を読み取れる、射撃[6]。
- 『咲-Saki-阿知賀編 episode of side-A』で共演した矢野優花、高田里穂と仲が良い。
- セクシー女優の七菜原ココと仲が良い。

## 出演
※ソロ出演のみ

### テレビ

#### テレビドラマ
- 咲-Saki-阿知賀編 episode of side-A（2017年12月3日 - 24日、MBS系） - 安河内美子 役[7]
  - 特別編（2018年1月7日、MBS / 2018年1月9日、TBS / 2018年2月16日、RBC）

#### バラエティ
- 悩める前職：アイドルちゃん～アイドルやめて何するの？～ （2018年12月27日、テレビ朝日）

### 映画
- 咲-Saki-阿知賀編 episode of side-A（2018年1月20日、ティ・ジョイ） - 安河内美子 役[7]

### 舞台
- おとなの成長日記9（2018年12月7日 - 9日、大塚ドリームシアター）
- ふたりぼっちの世界史（2019年2月27日 - 3月3日、劇場HOPE）
- おとなの成長日記10（2019年4月5日 - 7日、大塚ドリームシアター）
- アイウォニーな日本語喜劇の“うるおい”（2019年5月29日 - 30日、ラスタ池袋）
- あわしまからの手紙（2019年12月21日 - 22日、光塾）
- TEGAMI2(2020年2月21日 - 24日、オメガ東京)

### WEB番組
- 『咲-Saki-阿知賀編 episode of side-A』劇場舞台挨拶 出演権争奪 キャスト麻雀大会（2017年12月26日、SHOWROOM）[注 1]
- キラキラヒカレ！（2018年 - 、WALLOP）[注 2]
  - #2（2018年10月21日）
  - #3（2018年11月18日）
  - #4（2018年12月16日）
  - #5（2019年1月20日）
  - #6（2019年2月17日）
  - #7（2019年3月24日）
  - #8（2019年4月21日）
  - #9（2019年5月19日）
  - #10（2019年6月16日）
  - #12（2019年8月18日）
  - #14（2019年10月20日）
- 小倉ちゃちゃラジオ「初恋居酒屋」（2018年 -、大塚ドリームシアター）
  - #162（2018年11月29日収録、2019年2月25日公開）
  - #169（2019年2月1日収録、2019年4月15日公開）
- 緊急特番 ５周年直前ファンキル公式生放送 新章＆伝説のコラボ解禁！（2019年10月21日）
- FgG公式生放送ファンキル・タガタメ合同年末SP（2019年12月23日）
- アイドル投げ飯食堂（2020年7月13日、阿佐ヶ谷ロフトA）
- 琴海りおはまだまだ眠らない（2020年7月24日、阿佐ヶ谷ロフトA）
- ミスiDの部屋・夏への扉〜ミスiD全員公開振り返りとカメラテストへの道〜（2020年7月27日）
- ホラー短編ドラマ 本当にあった怖い話「バイト面接　事故物件」主演かすい役（2021年1月31日、ホラーちゃんねる）

### イベント
- 映画『咲-Saki-阿知賀編 episode of side-A』
  - 完成披露舞台挨拶（2018年1月11日、新宿バルト9 / T・ジョイPRINCE品川）[8]
  - 初日舞台挨拶（2018年1月20日、横浜ブルク13 / T・ジョイPRINCE品川）
  - 映画「咲-Saki-阿知賀編 episode of side-A」公開記念トークショー（2018年2月11日、阿佐ヶ谷ロフトA）
  - 大ヒット御礼舞台挨拶（2018年2月11日、新宿バルト9）
- たたみゅ！DX（2018年8月1日、代官山・晴れたら空に豆まいて）[注 3]
- 琴海りお緊急トークイベント（2018年11月4日、LOFT9 Shibuya）
- クリスマスイベント（2018年12月25日、新宿V-1）
- みんなで締めましょう（2018年12月28日、新宿V-1）
- 初恋タロー生誕祭（2019年1月18日、新宿V-1）
- 愛すべき女・女（めめ）たちvol.10（2019年1月29日、LOFT9 Shibuya）
- バレンタインイベント（2019年2月15日、赤坂チャンスシアター）
- ホワイトデーイベント（2019年3月15日、赤坂チャンスシアター）
- お泊まり会女子編（2019年4月15日、新宿V-1）
- 平成最後の夜を過ごした女と酒の味は忘れない（2019年4月29日、LOFT9 Shibuya）
- ステキなタイミングSP 〜それぞれソロ歌謡祭〜（2019年7月27日、LOFT9 Shibuya）※夏光まこと(Origamillio(n))と共演
- りおまきのうぬぼれ（2019年9月20日、LOFT9 Shibuya）※伊波まき(Origamillio(n))と共演
- いろいろ話しましょう（2019年10月20日、ヨシモト∞ドームステージⅡ）
- りおまきのうみぼれ（2020年3月19日、阿佐ヶ谷ロフトA）※伊波まき、佐藤兎水(Origamillo(n))と共演。
- 初恋村の村おこし! 3DAY's（2020年7月10日 - 12日、四谷三丁目シアター）
- Beat Happening！ラジオみたいな夜vol.1（2020年7月30日、渋谷LUSH）

## 書籍

### 雑誌
- 週刊アスキー「Photographer's Impression」（No.1168 2018年3月6日発行、角川アスキー総合研究所）
- 月刊アームズマガジン「白幡いちほのサバゲ女子リアル事情」（2019年4月号、ホビージャパン）